# Alameda (Spanyolország)
Alameda település Spanyolországban, Málaga tartományban. Alameda Antequera, Casariche, Mollina, Palenciana, La Roda de Andalucía, Badolatosa, Lucena, Benamejí és Humilladero községekkel határos. Lakosainak száma 5449 fő (2024).

## Népesség
A település népessége az elmúlt években az alábbi módon változott:
| Lakosok száma | 5008 | 5161 | 5367 | 5481 | 5504 | 5403 | 5384 | 5372 | 5451 | 5449 |
|               | 2001 | 2004 | 2007 | 2009 | 2012 | 2014 | 2017 | 2019 | 2022 | 2024 |